# Casamassella
Casamassella è la sola frazione del comune di Uggiano la Chiesa, in provincia di Lecce. Nel 2001 contava 984 abitanti.

## Geografia fisica

### Territorio
La località è situata a meno di 1 km dal capoluogo comunale, nell'entroterra idruntino, non lontano dalla stessa Otranto, da cui dista circa 4 km. La frazione è posta su un altopiano di una bassa collina, continuazione della serra che da Serrano degrada verso Otranto, congiungendosi con la serra di Montevergine a formare la serra litoranea di Otranto-Leuca.

### Clima
La stazione meteorologica di riferimento è quella di Lecce Galatina. In base alle medie di riferimento trentennale (1961-1990), la temperatura media dei mesi più freddi, gennaio e febbraio, si attesta attorno ai +8 °C, mentre quella dei mesi più caldi, luglio e agosto, si aggira sui +25 °C. Le precipitazioni medie annue superano di poco i 600 mm, con un marcato minimo estivo ed un picco autunnale.
| Mesi                       | Mesi | Mesi | Mesi | Mesi | Mesi | Mesi | Mesi | Mesi | Mesi | Mesi | Mesi | Mesi | Stagioni | Stagioni | Stagioni | Stagioni | Anno  |
| Mesi                       | Gen  | Feb  | Mar  | Apr  | Mag  | Giu  | Lug  | Ago  | Set  | Ott  | Nov  | Dic  | Inv      | Pri      | Est      | Aut      | Anno  |
| -------------------------- | ---- | ---- | ---- | ---- | ---- | ---- | ---- | ---- | ---- | ---- | ---- | ---- | -------- | -------- | -------- | -------- | ----- |
| T. max. media (°C)         | 12,6 | 13,3 | 15,5 | 19,0 | 24,0 | 28,3 | 31,2 | 30,9 | 27,4 | 22,1 | 17,3 | 13,8 | 13,2     | 19,5     | 30,1     | 22,3     | 21,3  |
| T. min. media (°C)         | 4,6  | 4,9  | 6,4  | 8,6  | 12,4 | 16,2 | 18,6 | 19,0 | 16,5 | 12,9 | 9,0  | 6,0  | 5,2      | 9,1      | 17,9     | 12,8     | 11,3  |
| Precipitazioni (mm)        | 63,0 | 53,6 | 67,6 | 38,4 | 27,5 | 20,3 | 18,2 | 32,3 | 53,5 | 80,6 | 91,0 | 81,4 | 198,0    | 133,5    | 70,8     | 225,1    | 627,4 |
| Giorni di pioggia          | 8    | 8    | 8    | 6    | 4    | 3    | 2    | 3    | 5    | 7    | 7    | 9    | 25       | 18       | 8        | 19       | 70    |
| Umidità relativa media (%) | 82   | 77   | 75   | 74   | 70   | 66   | 63   | 67   | 71   | 77   | 81   | 83   | 80,7     | 73       | 65,3     | 76,3     | 73,8  |

## Origini del nome
Secondo gli storici Arditi e Cepolla il toponimo deriverebbe da miscellanea col significato di raggruppamento di case rustiche. Il Maselli ritiene invece che il nome Casamassella derivi da Villa di Castro della famiglia Massella, padrona del luogo.

## Storia
Il territorio circostante fu abitato sin dai tempi più remoti. L'abitato dista, infatti, pochi chilometri dalla Grotta dei Cervi di Porto Badisco, uno dei complessi rupestri più importanti del Neolitico europeo. Inoltre, la presenza di numerosi monumenti megalitici nel circondario testimoniano la frequenza umana già dall'età del bronzo.
La nascita di un primo centro urbano avvenne quando ad un certo momento un nucleo di contadini indigeni si fermò attorno ad una residenza di qualche feudatario. Nel XIII secolo, sotto il regno di Carlo d'Angiò il castello, circondato da un fossato dotato di un ponte levatoio, era la residenza fortificata del feudatario Ruggero Maramonte.
Il feudo di Casamassella passò dai Maramonte ai Sambiasi, ai De Noha e poi ai Dell'Antoglietta fino al 20 maggio 1476, quando il re Ferrante d'Aragona lo riconfermò per meriti bellici a Filippo Antonio Maramonte, discendente del primo feudatario.
Il figlio del barone di Fragagnano, Giacomo Natoli (dell'Antoglietta), Giovanni Matteo Natoli, Barone di Ruffano, Vaste e Torchiarolo, divenne signore feudale e barone di Casamassella, il titolo venne confermato nel 1465 da re Ferdinando I di Napoli. Nel 1533 alla morte del fratello barone Gio Matteo, il titolo passò a Arminia († 1542), moglie di Ferrante delli Falconi Barone di Rocca, che divenne baronessa di Casamassella, oltre che di Ruffano, Vaste e Torchiarolo.
Nel corso del XVI secolo passò ai Paladini e successivamente ai Rondachi, famiglia di origine greca residente ad Otranto. Volgente il 1669 ne era feudatario Raffaele Rondachi o Ranocchi, barone di Cellino. Dai Rondachi, in data imprecisata, Casamassella passò ai marchesi De Marco, imparentati con illustri casati Spagnoli e Napoletani, che governarono fino a 1806, anno di soppressione della feudalità.

## Monumenti e luoghi d'interesse

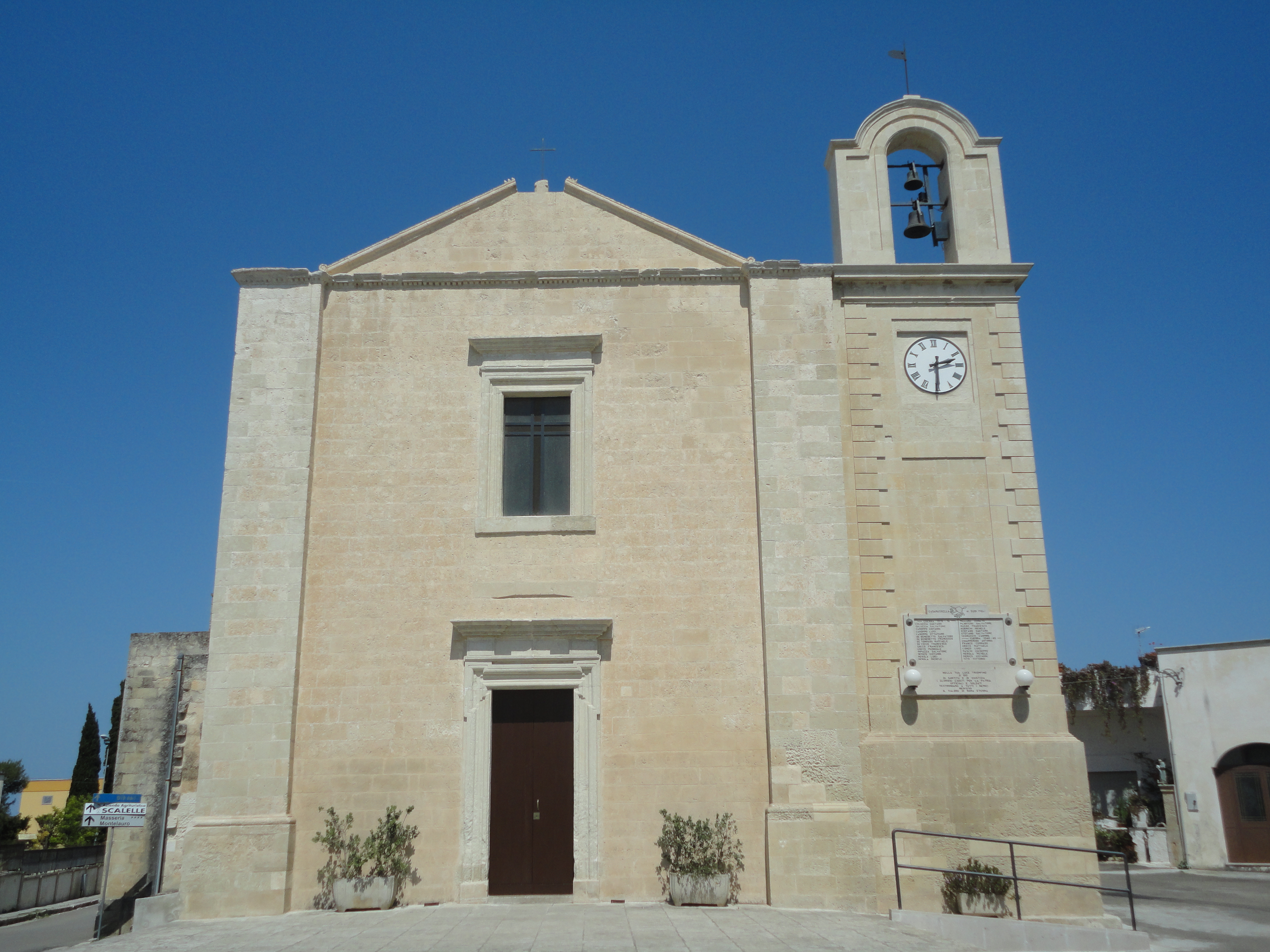
Chiesa madre

### Architetture religiose

#### Chiesa madre di San Michele Arcangelo
La chiesa madre di san Michele Arcangelo risale al XVI secolo con rifacimenti successivi. Nel XX secolo subì radicali lavori di restauro che eliminarono gran parte dell'apparato decorativo interno. La semplice facciata, con un sobrio portale e finestra posti in asse, è affiancata dalla torre dell'orologio civico. L'interno possiede una pianta a croce latina con copertura a spigolo. Nel presbiterio domina il barocco altare maggiore scolpito in pietra leccese. La chiesa conserva due moderni dipinti, realizzati da Giovanni Galati tra il 1996 e il 1997, riproducenti il Battesimo di Cristo di Guido Reni e San Gaetano di Francesco Solimena.

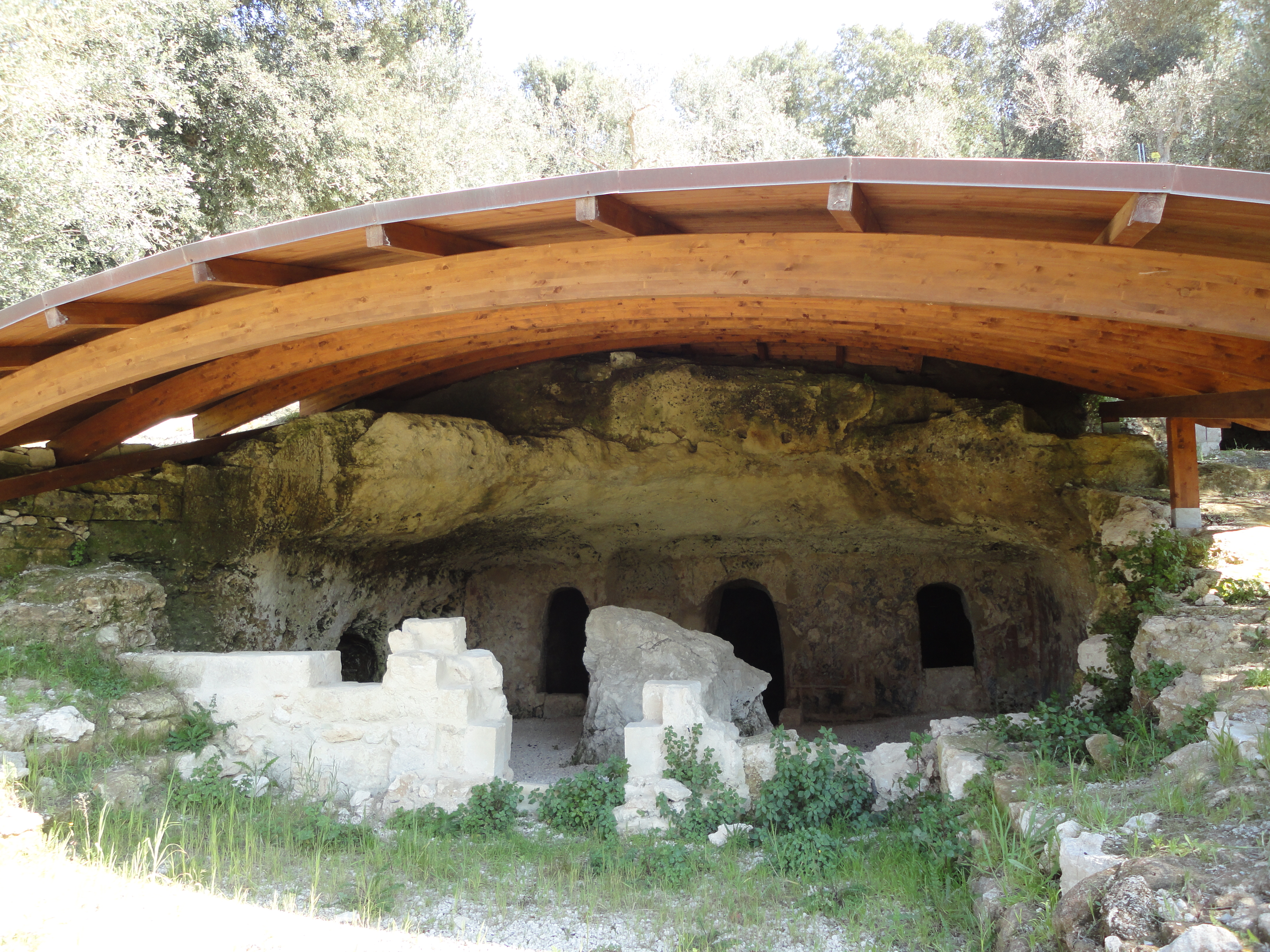
Cripta di Sant'Angelo

#### Cripta di Sant'Angelo
La cripta di Sant'Angelo, situata nella valle del fiume Idro, prende il nome da un affresco di san Michele Arcangelo presente nel vestibolo rettangolare dell'antro. Risalente al XIII-XIV secolo, fu il luogo di culto principale degli abitanti di un insediamento rupestre. La cripta risulta molto danneggiata a causa del crollo della volta del naos; tuttavia conserva intatta l'iconostasi litoide a tre fornici secondo la consuetudine del rito greco-bizantino. Il bema, dove si officiava il rito, è diviso in tre absidi orientate a sud-est. Della decorazione parietale originaria si conservano alcuni affreschi.

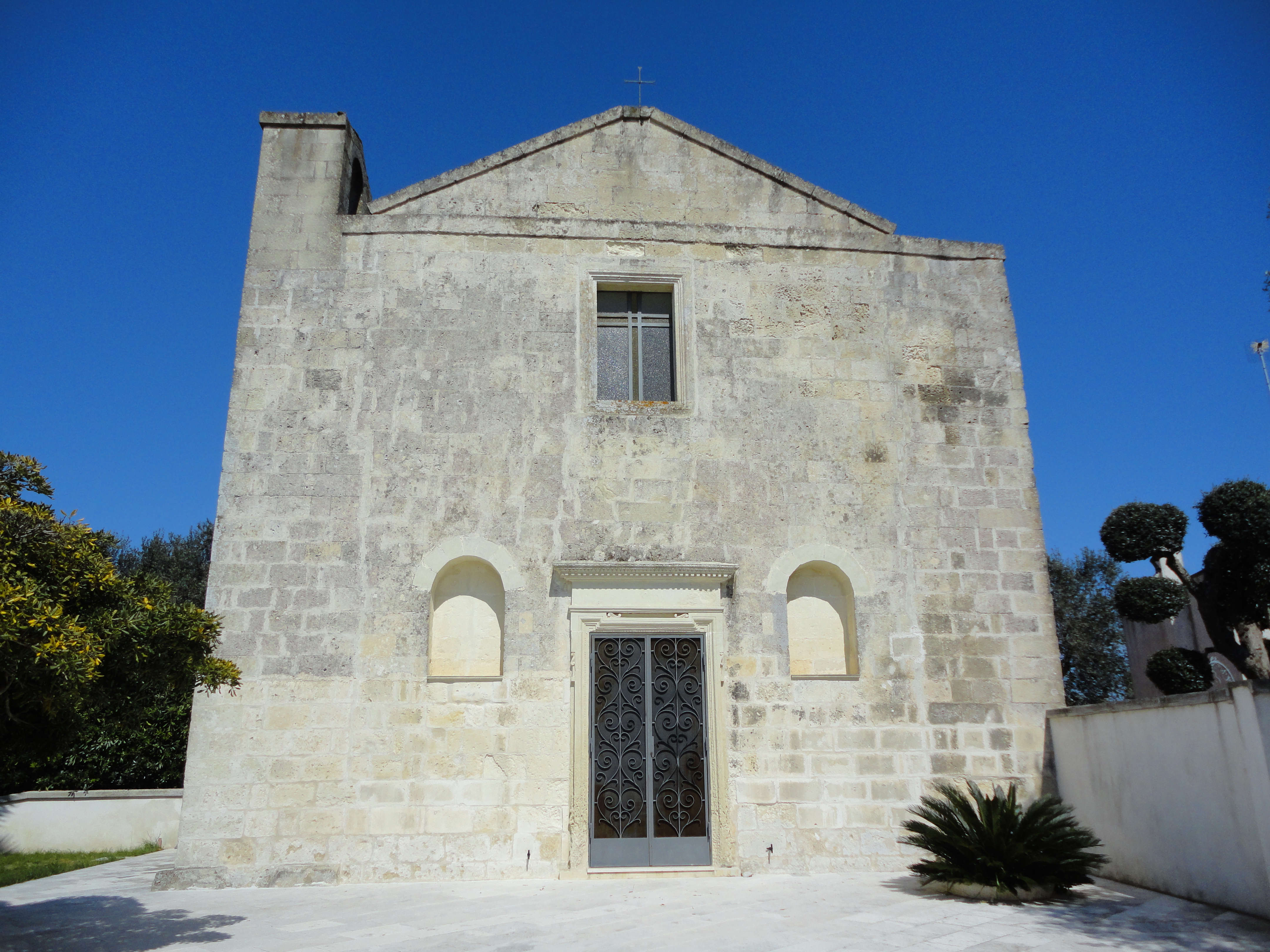
Chiesa Madonna della Scala

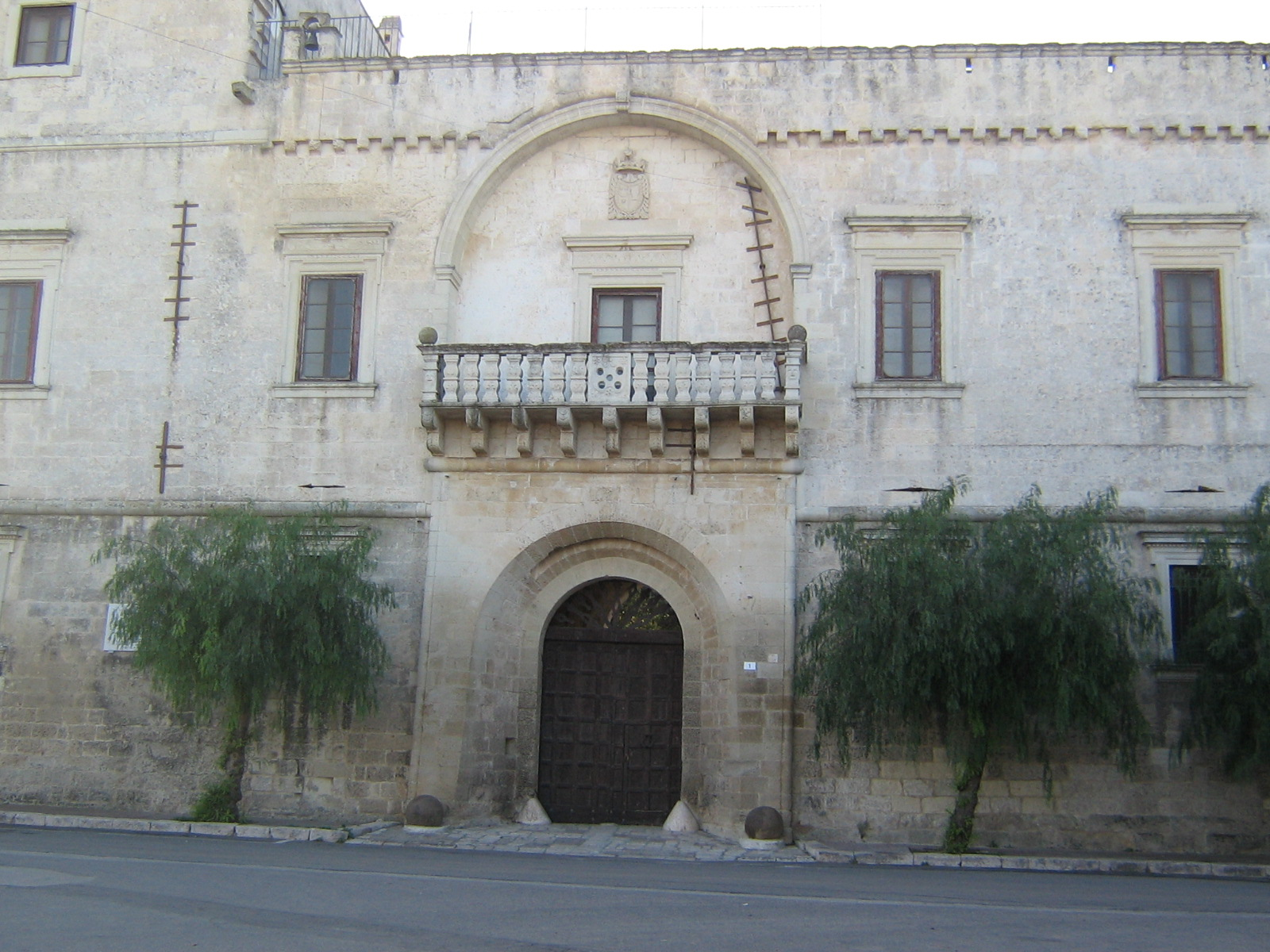
Castello

#### Chiesa della Madonna della Scala
La chiesa della Madonna della Scala fu edificata nel XVII secolo sul luogo occupato da una cripta basiliana. La facciata, coronata da un timpano triangolare e da un campanile a vela, presenta un semplice portale sormontato da una finestra rettangolare e affiancato da due nicchie vuote. L'interno è a navata unica coperta da una volta a spigolo. La navata, lungo la quale si aprono due arcate per lato, termina con un altare barocco in cui è contenuta la statua della Madonna della Scala.

### Architetture militari

#### Castello
Il castello, posto a guardia del piccolo borgo fin dal Medioevo fu, secondo le fonti storiche, dimora del feudatario Ruggero Maramonte nel XIII secolo. Originariamente dotato di fossato e ponte levatoio, conserva ancora, dopo numerosi rifacimenti volti a ingentilirne la struttura, l'aspetto dell'antica fortezza.
L'edificio, a pianta rettangolare, presenta una facciata tripartita con base scarpata. Il piano superiore, separato da un robusto toro marcapiano, è scandito da finestre disposte simmetricamente ai lati della loggia centrale, sostenuta da mensole, che sovrasta il severo portale. La realizzazione della loggia e delle aperture, scolpite con motivi zoomorfi, fitomorfi e mascheroni, è ascrivibile al 1700 e segna il definitivo passaggio funzionale dell'edificio da fortezza a elegante dimora nobiliare. Lo stemma visibile sopra la balconata appartiene alla famiglia De Marco, all'epoca proprietaria dello stabile. All'interno un grande atrio conduce attraverso una scalinata al piano nobile, dotato di ampi ambienti voltati a botte. Al pian terreno sono ubicate le stanze un tempo destinate alla servitù e i locali di servizio. La parte posteriore del castello presenta grandi terrazze affacciate su un lussureggiante giardino mediterraneo. Residenza di numerose famiglie nobili succedutesi nei secoli, vanta illustri natali come il grande statista ed economista Antonio De Viti De Marco e il celebre poeta salentino Girolamo Comi.

## Cultura

### Eventi
- Sagra di San Giuseppe, marzo
- Festa patronale di San Gaetano, 6 e 7 agosto